# Cehii din România

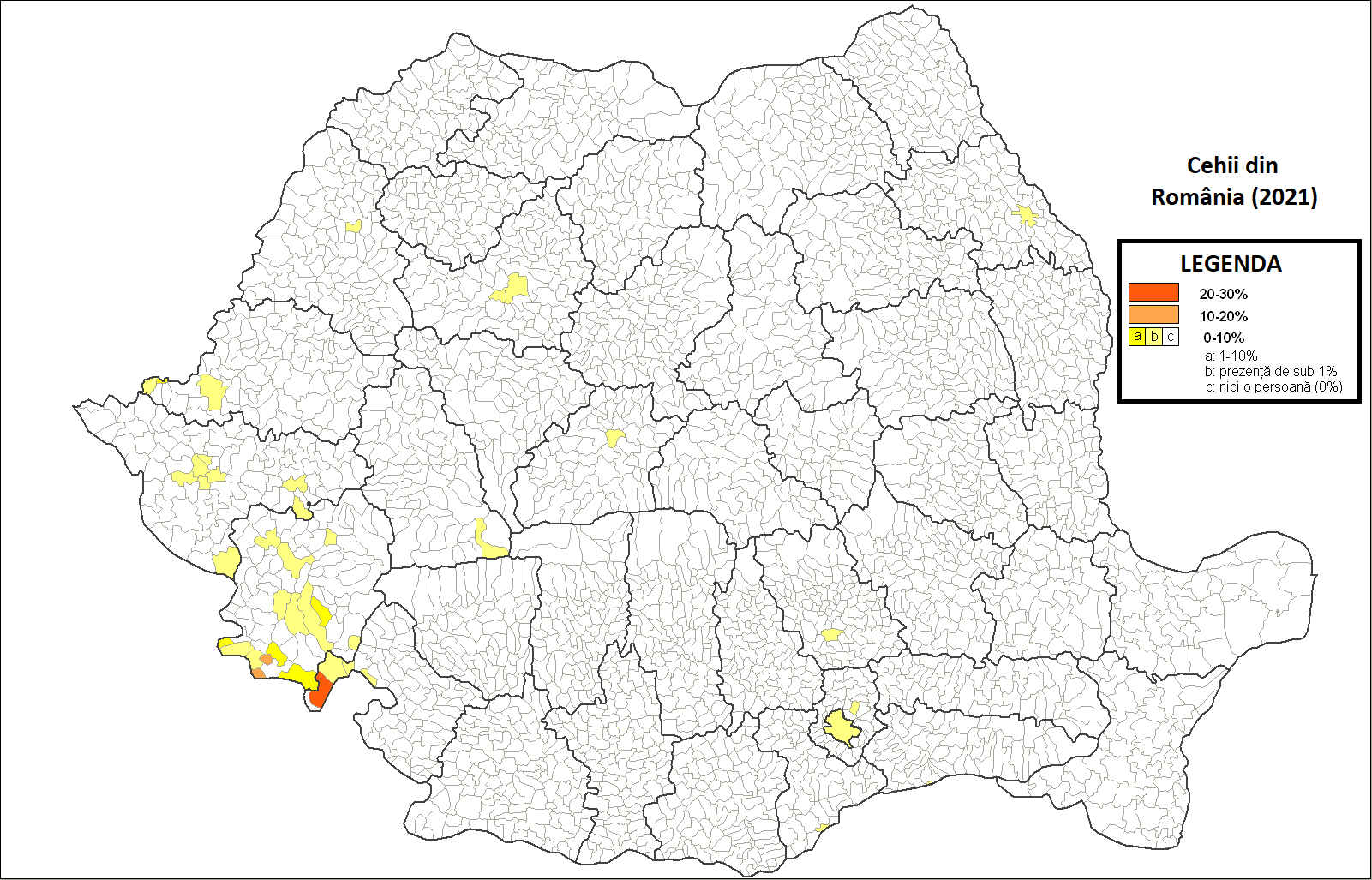
Cehii din România (2021)

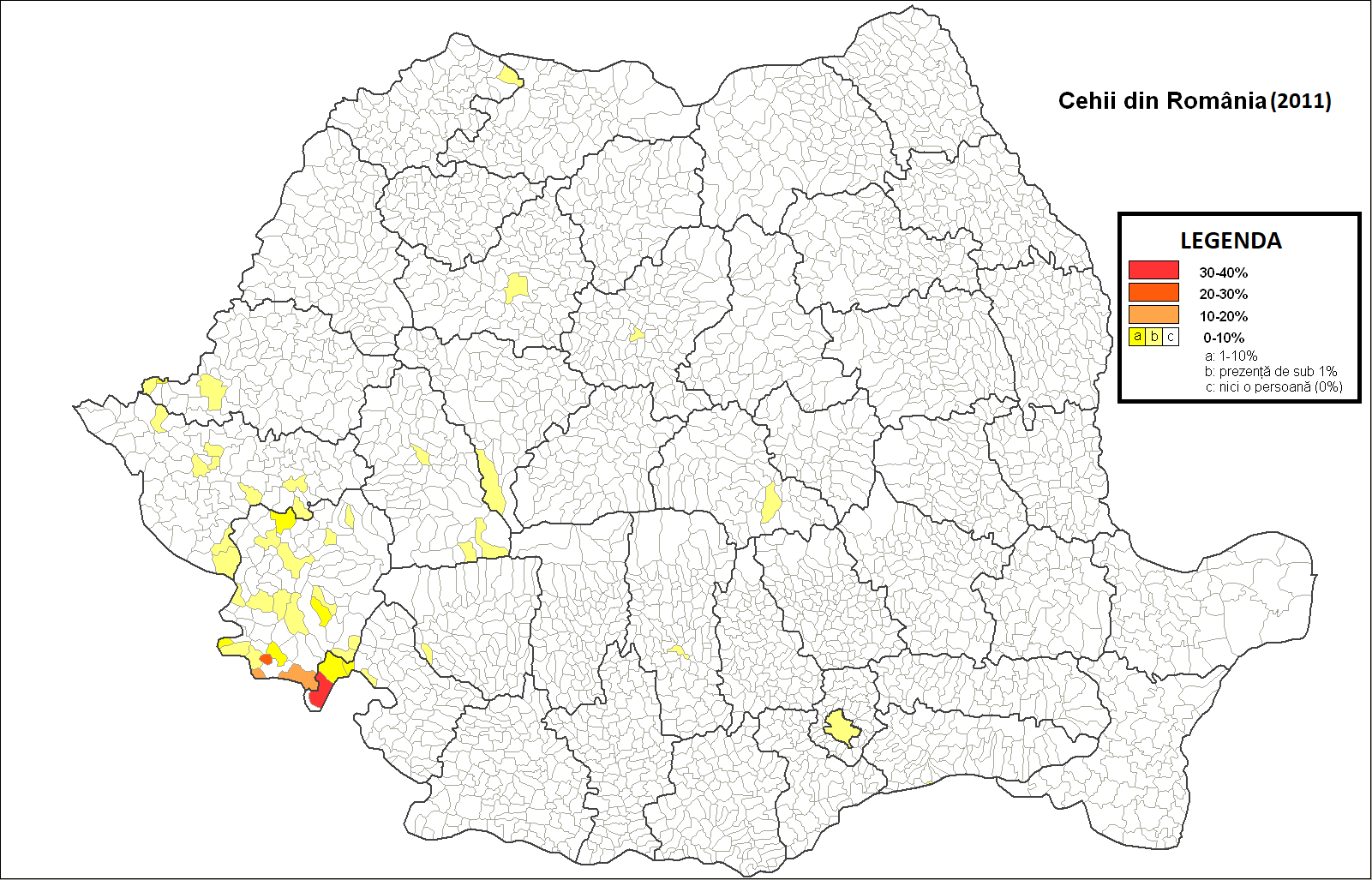
Cehii din România (2011)

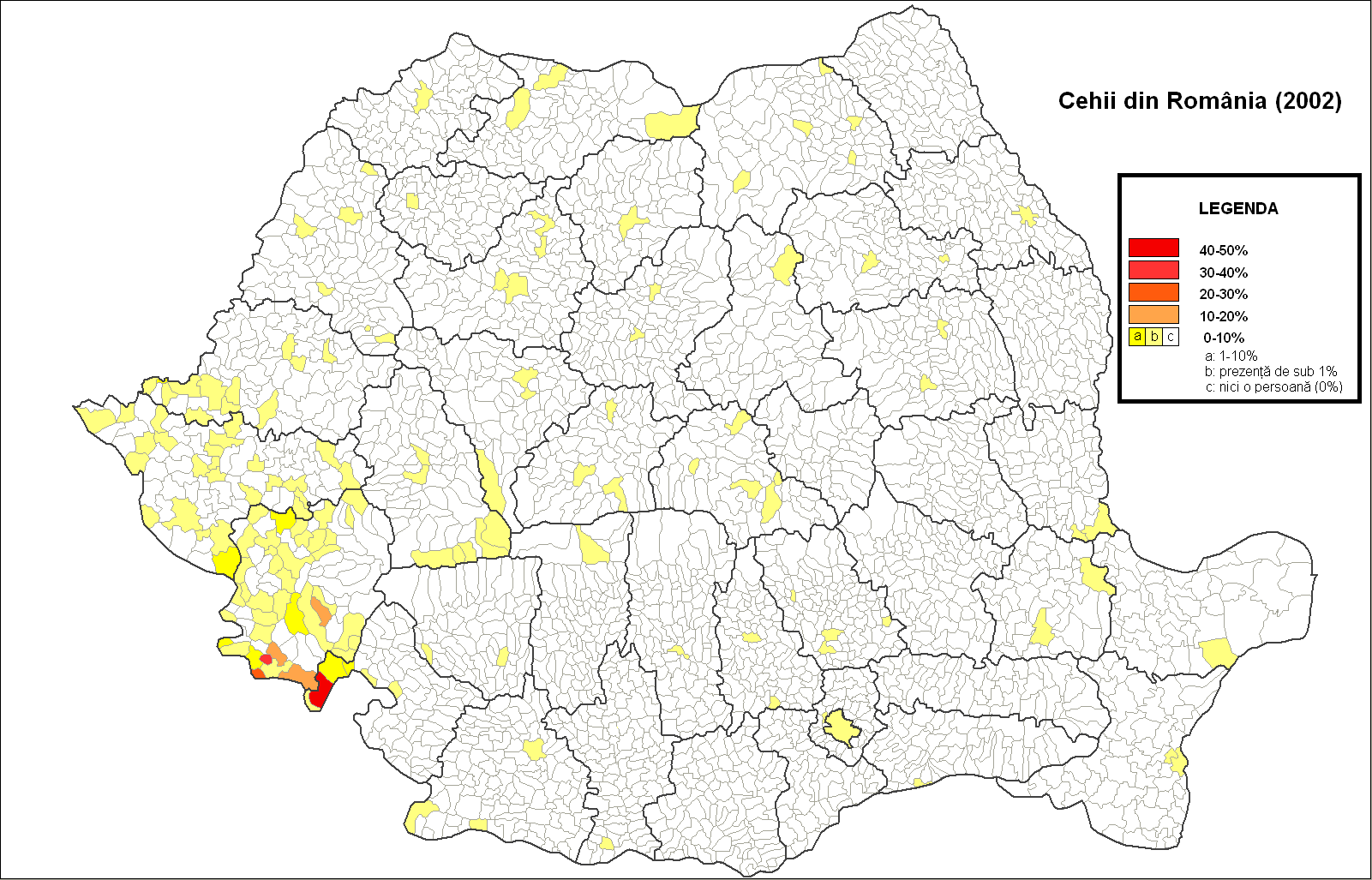
Cehii din România (2002)

Cehii (Češi în cehă) sunt o minoritate etnică din România, numărând 2.101 de persoane, conform recensământului din 2011. Majoritatea cehilor din România trăiesc în sud-vestul țării (mai exact in regiunea Banatului), aproximativ 60% dintre ei trăind în Județul Caraș-Severin, unde alcătuiesc 0,9% din populație.
Ca minoritate etnică recunoscută oficial, cehii din România au, împreună cu minoritatea slovacilor din România, un scaun asigurat în Camera Deputaților, fiind asociați cu Uniunea Democratică a Slovacilor și Cehilor din România.
În limba română ei sunt numiți de către localnici "pemi", un termen care derivă din „boemi” sau „boemieni” (vezi Boemia). Unul din fostele sate de pemi a fost Lindenfeld, Caraș-Severin, în prezent complet depopulat.
Populația cehă este aproape în întregime înconjurată de cea română și sârbă, constituind astfel un fenomen cultural unic. Datorită locației geografice izolate, tradițiile și obiceiurile penilor, alături de limba cehă, au fost perfect conservate. În prezent, această mică comunitate reprezintă o valoare culturală și istorică inestimabilă.

## Istorie
Cehii au fost printre ultimele popoare colonizate de Imperiul Hasburgic în Banat. Colonizarea acestora s-a produs în trei valuri/etape principale: 1823, 1827 și 1862, ca o consecință a nevoii de a popula teritoriile slab locuite, de a defrișa pădurile și a asigura împreună cu locuitorii satelor românești paza granițelor.
Primul val al colonizării cehe a avut loc în anul 1823. În acel an Magyarly, un negustor de lemne din Oravice, le-a promis unor familii de cehi din regiunile Klatov și Plzeň control asupra oricărui teren din sudul Banatului pe care îl puteau defrișa. Cu toate că nu se cunoaște cu exactitate numărul exact, se poate estima că Magyarly a atras 150-200 de familii, numărând undeva între 600-750 de persoane. Primul sat de cehi înființat în Banat a fost Svatá Alžbeta (Elisabethfeld), înființat în anul 1823, care ulterior a fost abandonat și a dispărut din cauza lipsei unei surse de apă. Locuitorii săi s-au mutat în un al doilea sat, numit Svatá Helena (în română numit Sfânta Elena), atestat încă din anii 1824-1825. Acestora li s-au mai alăturat încă 28 de familii de cehi venite din regiunea Šumava. Se spune că aceste două sate au fost numite după cele două fete ale lui Magyarly. 
Dupa ce cehii s-au așezat în Sfânta Elena, aceștia au început să se țină de promisiunea făcută lui Magyarly: au defrișat pădurile, au tăiat copacii, i-au mutat într-un loc ales de Magyarly și au ars mangalul. Din păcate, afaceristul nu și-a ținut promisiunea, lăsându-i pe coloniști fără pământ. Aceștia au fost împinși să apeleze la colonelul Drasenović, un comandant militar din Caransebeș, care a acceptat să îi lase să servească drept grăniceri la granița Imperiului Austro-Ungar. 
Al doilea val al coloniștilor cehi a avut loc între anii 1827-1828, și a cuprins circa 2000 de cehi care au întemeiat noi sate cehești. Printre aceste sate se numără Bígr (Bigăr, în comuna Berzasca), Rovensko (Ravenska, în comuna Șopotu Nou), Šumice (Șumița, în comuna Lăpușnicel), Gernik (Gârnic), Schontal (Poneasca, în comuna Bozovici) în județul Mehedinți, Elibenthal (comuna Dubova și Frauenwiese (Frauvízn, Poiana Muierii) lângă Orșova, în judetul Mehedinți (acestea două din urmă aveau să dispară în jurul anilor 1860). 
Al treilea și ultimul val a fost totodată și cel mai mic dintre cele trei. Coloniștii cehi au fost aduși în zona de câmpie a Banatului, în localități înființate de români încă din secolul al XIII-lea. Printre aceste sate se numară Clopodia (judetul Timiș), unde s-au stabilit cam 200 de cehi, și Peregul Mare (județul Arad), în care au fost colonizați în jur de 250 de cehi. Cu trecerea timpului, acești cehi au fost asimilati de populația română majoritară. În ziua de azi se pot găsi numai câteva familii de cehi "pursânge". 
Cu toate acestea, în cei 100 de ani care au urmat după primele colonizări au avut loc conlonizări secundare, mici exoade în care familii de cehi și-au părăsit țara natală pentru a se multa în alte țări (ex: Serbia, Bulgaria, Statele Unite și Argentina). În România colonizările secundare au avut în vizor orașe mai mari din partea de vest a țării, cum ar fi Caransebeș, Reșița și Timișoara. 
În 1872 granița din Banat a Imperiului Austro-Ungar a fost demlitarizată, însemnând că grănicerii cehi au trebuit să își schimbe meseria, luandu-și diferite slujbe în societatea austriacă, austro-ungară, și într-un final românești. În 1950, Gârnic era singurul sat cehesc rămas centru de comună, în timp ce toate celelalte comune și sate au intrat în componența mai multor comune românești. 
După al Doilea Război Mondial, Cehoslovacia a făcut apel la întreaga diasporă cehă, încercând să îi facă pe cehii de pretutindeni să se întoarcă acasă. Apelul a fost un succes: cehii și slovacii de pretutindeni s-au întors în Cehoslovacia imediat după 1945. Statul Român a făcut o înțelegere cu Cehoslovacia: începând cu 1947, circa 2200 de cehi au fost transportați din România, prin Ungaria și Slovacia, până au ajuns în Cheb, un oraș din vestul Cehiei, în care au fost găzduiți până când au găsit un loc de muncă. 
În 1990 a început un nou proces de migrare a cehilor din Romaâia în Cehia. Această plecare a fost determinată de închiderea unor obiective economice, limitând oportunitățile și traiul celor din zona Clisurii Dunarii, alături de dorința de a putea revenii în țara patrie. Acest proces continuă și în ziua de azi. 
În 4-5 ianuarie 1990 este înființată Uniunea Democratică a Slovacilor și Cehilor din România. La 31 decembrie 1992 Cehoslovacia se destramă în Cehia și Slovacia. Cu toate acestea, uniunea nu se destramă, posedând o largă autonomie zonală pentru toți cehii și slovacii de pe teritoriul României. U.D.S.C.-ul se definește ca o organizație cultural-socială. De asemenea, uniunea are și un mandat în Camera Deputaților, reprezentând politic minoritățile cehe și slovace. Scopul U.D.S.C.-ului este de a conserva cele două etnii minoritare și de a le preveni asimilarea, sprijinind financiar familiile cehe și satele și comunele în care locuiesc, organizând concursuri școlare și festivale folclorice, tipărind reviste în limba cehă, etc. 
Conform ultimului recensământ al populației din 2011, în România există în jur de 2,477 de cehi. Numărul locuitorilor de etnie cehă este într-o continuă scădere. În 1992 se numărau 5,800 de cehi, iar în 2002 încă mai erau 3,938, conform recensămintelor din anii 1992 și 3,938. 
După 1990 statul ceh sprijină dezvoltarea comunitații cehe în domeniul economiei, culturii și al învățământului. Statul Ceh și cel Român, cu ajutorul U.D.S.C.-ului, contribuie pentru dezvoltarea cehilor din Banat: restaurarea drumurilor care conduc la localitățile populate de cehi, oferirea de burse și de excursii în Cehia, dreptul de a călătorii liber în Cehia, cursuri de perfecționare pentru profesorii de etnie cehă, aducerea anual a unor profesori din Cehia pentru educația tinerilor, etc. 

## Localități
1. Dubova, Mehedinți -- 40,70%
2. Gârnic, Caraș-Severin -- 33,46%
3. Coronini, Caraș-Severin -- 27,36%
4. Berzasca, Caraș-Severin -- 14,24%
5. Șopotu Nou, Caraș-Severin -- 10,92%
6. Lăpușnicel, Caraș-Severin -- 10,75%
7. Socol, Caraș-Severin -- 4,60%
8. Peregu Mare, Arad -- 3,83%
9. Eșelnița, Mehedinți -- 2,31%
10. Orșova, Mehedinți -- 1,85%
11. Clopodia, Timiș
12. Gărâna, Caraș-Severin [1]
13. Șumita, Caraș-Severin
14. Ravensca, Caraș-Severin
15. Eibenthal, Mehedinți
16. Sfânta Elena, Caraș-Severin

## Personalități
- Anton Chladek (1794-1882), pictor
- Karel Líman (1855-1929), arhitect
- Ludovic Mrazek (1867-1944), geolog
- Lascăr Vorel (1879-1918), pictor
- Alexandru Cisar (1880-1954), arhiepiscop romano-catolic de București
- Ignat Bednarik (1882-1963), pictor
- Jiří Kormaník (1935-2017), campion olimpic
- Frantisek Unzeitig, primul preot paroh din Girnic
- Vaclav Masek, preot, distins cu premiul MAE al republicii Cehe "Jan Masaryk- Gratias Agit"
- Alexandru Cihac, filolog
- Iacob Cristian Stanislau Cihac, medic și naturalist
- Matilda Cugler-Poni, poetă
- Ludovic Dauș, poet, scriitor, translator
- Iuliu Podlipny, pictor
- Jan Tausinger, violonist, compozitor
- Anton Vorel